# Списак владара Пруске
Ово је списак владара Пруског војводства и Пруског краљевства од 1525. када је настала од Монашке државе Тевтонских витезова до абдикације Вилхелма II 1918. Пруска је у почетку била војводство, али је за време Фридриха I постала краљевина.

## Пруско војводство (1525—1701)
| Династија  | Владар          | Раздобље      | Напомене                                                                                             | Слика           |
| ---------- | --------------- | ------------- | --- | --------------- |
| Хоенцолерн | Алберт          | 1525—1568     | | Алберт          |
| Хоенцолерн | Алберт Фридрих  | 1568—1618     | Албертов син                                                                                         | Алберт Фридрих  |
| Хоенцолерн | Јохан Зигизмунд | 1618—1619     | Рођак Алберта Фридриха, такође и кнез изборник Бранденбурга                                          | Јохан Зигизмунд |
| Хоенцолерн | Георг Вилхелм   | 1619. — 1640. | син Јохана Зигизмунда, такође и кнез изборник Бранденбурга                                           | Џорџ Вилхелм    |
| Хоенцолерн | Фридрих Вилхелм | 1640—1688     | син Георга Вилхелма, такође и кнез изборник Бранденбурга                                             | Фридрих Вилхелм |
| Хоенцолерн | Фридрих III (I) | 1688—1701     | син Фридриха Вилхелма, такође и кнез изборник Бранденбурга, касније добио титулу краља као Фридрих I | Фридрих I       |

## Пруско краљевство (1701—1918)
| Династија  | Владар               | Раздобље      | Напомене | Слика               |
| ---------- | -------------------- | ------------- | --- | ------------------- |
| Хоенцолерн | Фридрих I од Пруске  | 1701—1713     | син Фридриха Вилхелма, такође и кнез изборник Бранденбурга, касније добио титулу краља као Фридрих I                         | Фридрих I           |
| Хоенцолерн | Фридрих Вилхелм I    | 1713—1740     | син Фридриха I | Фридрих Вилхелм I   |
| Хоенцолерн | Фридрих II од Пруске | 1740—1786     | син Фридриха Вилхелма I | Фридрих II          |
| Хоенцолерн | Фридрих Вилхелм II   | 1786. — 1797. | нећак Фридриха II | Фридрих Вилхелм II  |
| Хоенцолерн | Фридрих Вилхелм III  | 1797—1840     | син Фридриха Вилхелма II | Фридрих Вилхелм III |
| Хоенцолерн | Фридрих Вилхелм IV   | 1840—1861     | син Фридриха Вилхелма III, такође и председник Ерфуртске уније (1849—1850)                                                   | Фридрих Вилхелм IV  |
| Хоенцолерн | Вилхелм I            | 1861. — 1888. | брат Фридриха Вилхелма IV, такође и председник Севернонемачке конфедерације (1867—1871), а од 1871 први цар Немачког царства | Вилхелм I           |
| Хоенцолерн | Фридрих III Немачки  | 1888          | син Вилхелма I, такође и цар Немачког царства                                                                                | Фридрих III         |
| Хоенцолерн | Вилхелм II           | 1888—1918     | син Фридриха III, такође и цар Немачког царства                                                                              | Вилхелм II          |